# Nosferatu (musicien)
Pour les articles homonymes, voir Nosferatu.
Nosferatu, de son vrai nom Erwin van Kan (né à La Haye) est un compositeur et disc jockey néerlandais de mainstream hardcore. Erwin connait une notoriété importante dans la scène gabber ; il a également déjà joué dans de nombreux pays incluant le Royaume-Uni, l'Italie, l'Espagne, l'Allemagne, la Suisse et dans son pays d'origine les Pays-Bas. Nosferatu est inclus dans le Hall of Fame du célèbre festival Thunderdome.

## Biographie

### Jeunesse
Erwin est né le 16 septembre 1973 à La Haye, aux Pays-Bas,, Erwin, dès le plus jeune âge, jouait du piano et du clavier musical lors de nombreux anniversaires et de nombreuses réceptions de mariage. À 12 ans, il compose un mix sur une cassette audio et la donne à ses amis. Après une période scolaire très difficile (absences répétées et bagarres en classe), il décide de se consacrer à la musique. Sachant qu'il devait obtenir de l'argent pour améliorer ses contenus musicaux, il se met à travailler dans plusieurs magasins. En plus de nouveaux matériels musicaux, il achète également quelques compilations et vinyles. 
Hormis la techno hardcore, Erwin écoutait d'autres styles comme Vangelis, Jean-Michel Jarre, Kraftwerk, Pink Floyd, U2, Simple Minds, The Doors, NWA, EPMD, Public Enemy et s'en servait comme inspiration pour son propre style de techno hardcore.

### Débuts
Nosferatu est à l'origine un groupe de musique composé par Erwin van Kan, Patrick van Kerckhoven et Fred Henderson du label Ruffneck Records. Plus tard, Erwin van Kan deviendra l'unique auteur du groupe à composer sous cet alias. Voulant se faire un peu d'argent, Erwin mixe de temps à autre dans un café sous le nom de Myztic ; c'est également sous ce nom de scène qu'il contribuera plus tard au genre artcore. Pendant cette période, l'un de ses amis lui explique qu'il connaît personnellement Charly Lownoise (Ramon Roelofs) et lui suggère d'envoyer l'une de ses compositions. Erwin apprend par la suite que son titre All that She Wants… allait être publié, et plus tard, atteindre les classements musicaux, en particulier en Allemagne.
À la fin des années 1990, et au début des années 2000, Erwin enregistre des morceaux notables tels que Dangerous Battle, Destiny, The Future et To da Rhythm, qui apparaîtront, pour certains, dans la série des compilations Thunderdome. En 2001, il produit son premier album studio, intitulé Enemy of the State, et réussit à gagner une plus grande audience. Pour lui, faire un album n'a rien de facile : « c'est difficile à un certain point ; le mixage, les sons, les samples, tout! » Approximativement la même année, il transite au label Enzyme Records. Lors d'un entretien mené en 2008 avec Partyflock, il explique avoir perdu son meilleur ami en 2001, après quoi il souffrira de plusieurs épisodes dépressifs. Il explique également que l'événement a changé sa vie « d'une manière spectaculaire. » « Quand je vais plutôt bien humeur, je vais faire des morceaux comme Beaver Cleaver ou Cameltoe. Mais quand je suis d'une humeur « moins agréable », je fais des morceaux comme Unpredictable, Hotheaded, Frustrated Motherfuckers et Raythered », explique-t-il.
En 2006, il participe à l'édition Enter the Time Machine du festival Nightmare, qui sortira comme album live en format CD-DVD. En 2007, il publie son deuxième album studio, Enemy of the State II - A Mind Less Ordinary. Il participe également à l'édition A Cradle to the Grave en 2008 qui sortira également sous format CD-DVD. 

### Strengthet autres
En avril 2013, Erwin publie son troisième album studio, Strength,,, bien accueilli sur Partyflock avec une note de 90/100. En 2014 sort la compilation Masters of Hardcore presents Masters in the Mix Volume I dans laquelle il mixe aux côtés de Korsakoff. En 2015, il participe à l'édition Riders of Retaliation du festival Dominator qui sortira en album live la même année. Cette même année, il publie son tout premier EP, Not Giving a Shit, au label Neophyte Records. Pour lui, sa signature au label s'est prouvée productive.

## Projet parallèle
Vers 2002, Erwin lance avec Bart Revier et Jelle Neys du Endymion, et Patrick van Kerckhoven (DJ Ruffneck) un projet hardstyle appelé High Voltage. Après de nombreux EP, Erwin se retrouve seul à la tête du projet. En 2016, il annonce un premier album intitulé Signs of the Apocalypse pour l'année. L'album est cependant repoussé, Erwin ayant été amené à l'hôpital à cause de problèmes de santé. À la mi-2017, il annonce la sortie imminente de l'album.

## Discographie

### Albums studio
- 2001 : Enemy of the State (Gangsta Audiovisuals)
- 2007 : Enemy of the State II - A Mind Less Ordinary (Enzyme Records)
- 2013 : Strength (Be Yourself Music)

### Singles et EP
- 1994 : No God to Us! (Ruffneck Records)
- 1997 : Inspiration Vibes (Ruffneck Records)
- 1998 : Enter The Darkness E.P. (Gangsta Audiovisuals)
- 2001 : Fingerprintz - The Core Remixes (avec Wedlock) (Gangsta Audiovisuals)
- 2001 : Fuck the Prejudice (Gangsta Audiovisuals)
- 2001 : The Prayer (Hard Traxx)
- 2002 : Stay Focussed! (avec Endymion) (Enzyme Records)
- 2002 : Apocalypse / Raythered (avec Knightvision) (Enzyme K7)
- 2002 : Datafile Area 51 (Enzyme Records)
- 2002 : Punishment Beyond Death / Psychiatric Ass (split avec D'Spyre, Knightvision, Ophidian)
- 2002 : Hardcore For Life Vol. 4 (avec MC Rage) (D-Boy Black Label)
- 2002 : D-Boy vs. Enzyme Part 1 (avec Noize Suppressor/DJ Bike, Endymion) (D-Boy Black Label)
- 2003 : Stay Focussed (Viper Remix) / For The Smile (Xque Records, Bit Music)
- 2004 : Deadly Force Is Authorized (Enzyme Records)
- 2005 : Crispy Kick / Disease (Enzyme K7)
- 2005 : Project Hardcore.NL The Anthem (avec Endymion, The Viper, MC Alee) (Bionic Recordings)
- 2006 : 5 Years of Enzyme Records (avec Ruffneck, Ophidian, Endymion)
- 2006 : Never Met Equals (Enzyme Records)
- 2006 : From Cradle to Grave (avec Evil Activities) (Rotterdam Records)
- 2008 : Act of God (Thunderdome 08 Anthem) (Thunderdome Records)
- 2009 : Nocturnal by Nature (Enzyme Records)
- 2009 : When Angels Cry (Rotterdam Records)
- 2010 : Leave Me Forever in the Dark (Project Hardcore Anthem 2010) (B2S Records)
- 2011 : The Thrill E.P. (Enzyme Records)
- 2011 : Face II Face (avec Endymion) (Enzyme Records)
- 2015 : Not Giving a Shit (Neophyte Records)
- 2023 : Cosmic Conquest (Official Masters of Hardcore 2023 Anthem) (Masters of Hardcore)
- 2023 : Premortality (avec Gridkiller) (Border Town)
- 2024 : Skinwalker (Border Town)
- 2024 : Het Beest Is Wakker (avec Neophyte et Tim Beumers) (Neophyte Records)
- 2024 : Oppression (Border Town)